# 小濱市
小濱市（日语：／ Obama shi */?）為位於日本福井縣西南部的城市。轄區南側位於丹波高地，北部鄰小濱灣，整個轄區大致位於南川、北川、多田川這三條河川的流域內，這三條河川也在600公尺內的範圍中一同匯入小濱灣，主要市區即位於河口周邊的沖積平原上。
自古即是鯖魚等海產的集散地，過去曾大量的將本地的海產透過鯖街道送往南方約50公里處的京都，成為京都的主要海產供應來源。
由於“小濱”的日语发音为“、Obama”，正好与美國第44任总统奥巴马（Obama）的名字一样；2006年時任美国参议员的奧巴馬在拜訪日本時，正巧在成田国际机场遇到了一名來自小濱市的入境官員，在該名入境官員將此事告知小濱市政府並成為新聞後，小濱市內的政府官員及觀光協會便開始支持歐巴馬參加美國總統選舉，並以此作為城市宣傳。

## 人口
| 小濱市人口分布圖 |                                               |  |
| 小濱市與日本全國年齡別人口分布比較圖 （2005年資料） | 小濱市的年齡、男女別人口分布圖 （2005年資料） |  |
| ■紫色是小濱市 ■綠色是全国 | ■藍色是男性 ■紅色是女性                       |  |
| 小濱市人口變化 \| 1970年 \| 33,702人 \| \| \| 1975年 \| 33,890人 \| \| \| 1980年 \| 34,049人 \| \| \| 1985年 \| 34,011人 \| \| \| 1990年 \| 33,774人 \| \| \| 1995年 \| 33,496人 \| \| \| 2000年 \| 33,295人 \| \| \| 2005年 \| 32,182人 \| \| \| 2010年 \| 31,340人 \| \| \| 2015年 \| 29,670人 \| \| \| 2020年 \| 28,991人 \| \| |                                               |  |
| 資料來源：日本總務省統計中心提供之人口普查數據 |                                               |  |
| 1970年 | 33,702人                                      |  |
| 1975年 | 33,890人                                      |  |
| 1980年 | 34,049人                                      |  |
| 1985年 | 34,011人                                      |  |
| 1990年 | 33,774人                                      |  |
| 1995年 | 33,496人                                      |  |
| 2000年 | 33,295人                                      |  |
| 2005年 | 32,182人                                      |  |
| 2010年 | 31,340人                                      |  |
| 2015年 | 29,670人                                      |  |
| 2020年 | 28,991人                                      |  |

## 歷史

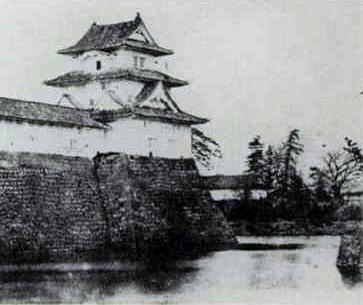
19世紀中拍攝的小濱城

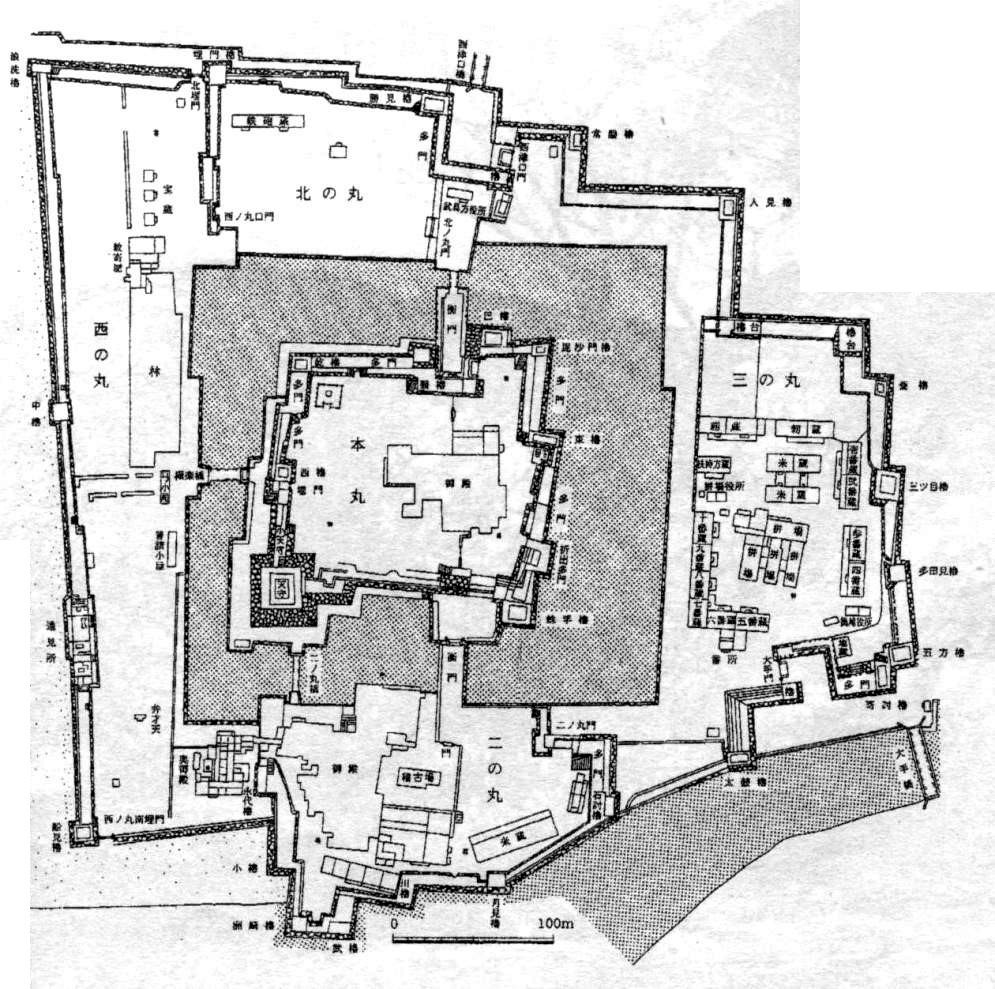
小濱城廓圖

小濱市的轄區過去在令制國時代屬於若狹國，除沿海西部區域屬於大飯郡外，大部分區域都屬於遠敷郡；若狹國在11世紀後曾是京都的海產食物來源，因而被稱為御食國，並在與京都之間建有鯖街道以將海產食物送往京都。
14世紀後開始由一色氏長期擔任若狹守護並支配此地，直到15世紀中被若狹武田氏取代，並在此建立後瀨山城；在織田信長崛起後，此地又隨著若狹國成為丹羽長秀的領地，之後又曾先後由淺野長政、木下勝俊入主。江戶時代後成為京極高次的領地，並在此建立小濱城，也因此成為小濱藩，不過1634年後小濱藩改由酒井氏入主直到19世紀江戶時代結束。
1871年實施廢藩置縣後改隸屬小濱縣，不過在隔年的第一次府縣整併中小濱縣整併至敦賀縣，但敦賀縣在1876年遭到廢除後，此地被併入滋賀縣，直到1881年才改隸屬新設立的福井縣。
1889年日本實施町村制，原本的小濱城下町設置為小濱町，現在的小濱町轄區在當時還分屬周邊的雲濱村、西津村、內外海村、松永村、宮川村、國富村、遠敷村、今富村、口名田村、中名田村、加斗村共11個行政區劃。小濱町先在1935年將位於沿海北側的雲濱村、西津村併入，1951年再與內外海村、松永村、國富村、遠敷村、今富村、口名田村、中名田村合併為小濱市，1955年位於東側的宮川村及西側的加斗村再併入小濱市。
1960年代至1970年代期間，關西電力曾計畫在轄內內外海半島東側建興建小濱核能發電廠，並獲得當時市長及市議會的支持；不過1969年起，小濱市開始提出反對意見，1972年在全市2萬4千有投票權資格的市民中，有1萬3千人參加連屬提出反對議案送入市議會，雖然市議會仍然投票否決了此連署案，但當時的市長浦谷音次郎決定接受市民的意見放棄核能電廠興建案。此後雖然在1975年市議會再度通過「發電設施的現場調查推進決議」，但旋即在市民反對活動下由市長浦谷音次郎再度否決。1984年接替浦谷音次郎上任的市長吹田安兵衛，在上任後表示將繼續推動小濱核電廠一案，造成其在1988年無法連任，此後小濱核能發電廠便被擱置至今。

### 變遷表
| 1889年4月1日 | 1889年 - 1912年 | 1912年 - 1944年         | 1945年 - 1954年            | 1955年 - 1989年            | 1989年 - 現在 | 現在   |
| ------------ | --------------- | ----------------------- | -------------------------- | -------------------------- | ------------- | ------ |
| 宮川村       | 宮川村          | 宮川村                  | 宮川村                     | 1955年2月21日 併入小濱市   | 小濱市        | 小濱市 |
| 小濱町       | 小濱町          | 小濱町                  | 1951年3月30日 合併為小濱市 | 1951年3月30日 合併為小濱市 | 小濱市        | 小濱市 |
| 雲濱村       | 雲濱村          | 1935年4月1日 併入小濱町 | 1951年3月30日 合併為小濱市 | 1951年3月30日 合併為小濱市 | 小濱市        | 小濱市 |
| 西津村       |                 | 1935年4月1日 併入小濱町 | 1951年3月30日 合併為小濱市 | 1951年3月30日 合併為小濱市 | 小濱市        | 小濱市 |
| 內外海村     |                 |                         | 1951年3月30日 合併為小濱市 | 1951年3月30日 合併為小濱市 | 小濱市        | 小濱市 |
| 松永村       |                 |                         | 1951年3月30日 合併為小濱市 | 1951年3月30日 合併為小濱市 | 小濱市        | 小濱市 |
| 國富村       |                 |                         | 1951年3月30日 合併為小濱市 | 1951年3月30日 合併為小濱市 | 小濱市        | 小濱市 |
| 遠敷村       |                 |                         | 1951年3月30日 合併為小濱市 | 1951年3月30日 合併為小濱市 | 小濱市        | 小濱市 |
| 今富村       |                 |                         | 1951年3月30日 合併為小濱市 | 1951年3月30日 合併為小濱市 | 小濱市        | 小濱市 |
| 口名田村     |                 |                         | 1951年3月30日 合併為小濱市 | 1951年3月30日 合併為小濱市 | 小濱市        | 小濱市 |
| 中名田村     |                 |                         | 1951年3月30日 合併為小濱市 | 1951年3月30日 合併為小濱市 | 小濱市        | 小濱市 |
| 加斗村       | 加斗村          | 加斗村                  | 加斗村                     | 1955年2月21日 併入小濱市   | 小濱市        | 小濱市 |

## 行政

### 歷任市長
| 屆         | 姓名       | 上任日期       | 卸任日期       | 備註                   |
| ---------- | ---------- | -------------- | -------------- | ---------------------- |
| 1          | 田中信藏   | 1951年4月13日  | 1953年3月16日  |                        |
| 2          | 中崎源治郎 | 1953年4月22日  | 1953年10月11日 | 任內因颱風災情死亡     |
| 3          | 今島壽吉   | 1953年11月20日 | 1957年11月19日 |                        |
| 4          | 今島壽吉   | 1957年11月20日 | 1961年11月19日 |                        |
| 5          | 今島壽吉   | 1961年11月20日 | 1965年11月19日 |                        |
| 6          | 鳥居史郎   | 1965年11月20日 | 1969年11月19日 |                        |
| 7          | 鳥居史郎   | 1969年11月20日 | 1973年11月19日 |                        |
| 8          | 浦谷音次郎 | 1973年11月20日 | 1977年11月19日 |                        |
| 9          | 浦谷音次郎 | 1977年11月日   | 1981年11月19日 |                        |
| 10         | 浦谷音次郎 | 1981年11月20日 | 1984年6月15日  | 任內過世               |
| 11         | 吹田安兵衛 | 1984年8月5日   | 1988年8月4日   |                        |
| 12         | 辻與太夫   | 1988年8月5日   | 1992年8月4日   |                        |
| 13         | 辻與太夫   | 1992年8月5日   | 1996年8月4日   |                        |
| 14         | 辻與太夫   | 1996年8月5日   | 2000年8月4日   |                        |
| 15         | 村上利夫   | 2000年8月5日   | 2004年8月4日   |                        |
| 16         | 村上利夫   | 2004年8月5日   | 2008年8月4日   |                        |
| 17         | 松崎晃治   | 2008年8月5日   | 2012年8月4日   |                        |
| 18         | 松崎晃治   | 2012年8月5日   | 2016年8月4日   |                        |
| 19         | 松崎晃治   | 2016年8月5日   | 2020年8月4日   |                        |
| 20         | 松崎晃治   | 2020年8月5日   | 2024年8月4日   |                        |
| 21         | 杉本和範   | 2024年8月5日   | 現任           | 於選舉擊敗現任市長當選 |
| 參考資料： |            |                |                |                        |

## 交通
鐵路小濱線和高速公路舞鶴若狹自動車道接以東西向穿過轄內，並自主要市區南側通過；而規劃中的北陸新幹線預定也將自市區南側通過，並將會在東小濱車站附近設立新幹線車站。

### 鐵路
- 西日本旅客鐵道
  - 小濱線：（←若狹町） - 新平野車站 - 東小濱車站 - 小濱車站 - 勢濱車站 - 加斗車站 - （大飯町→）

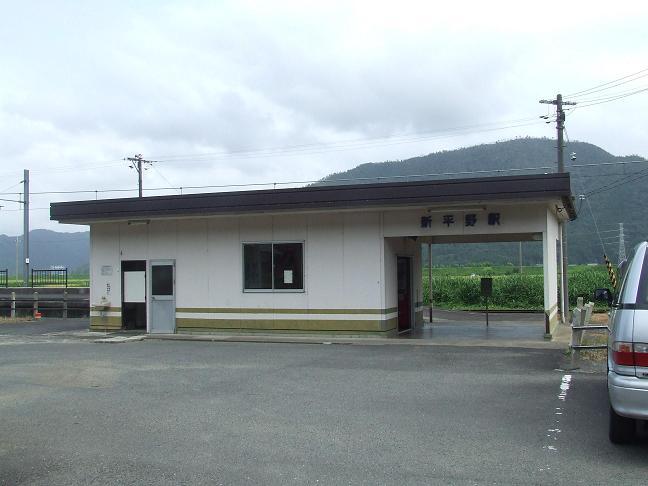
新平野車站
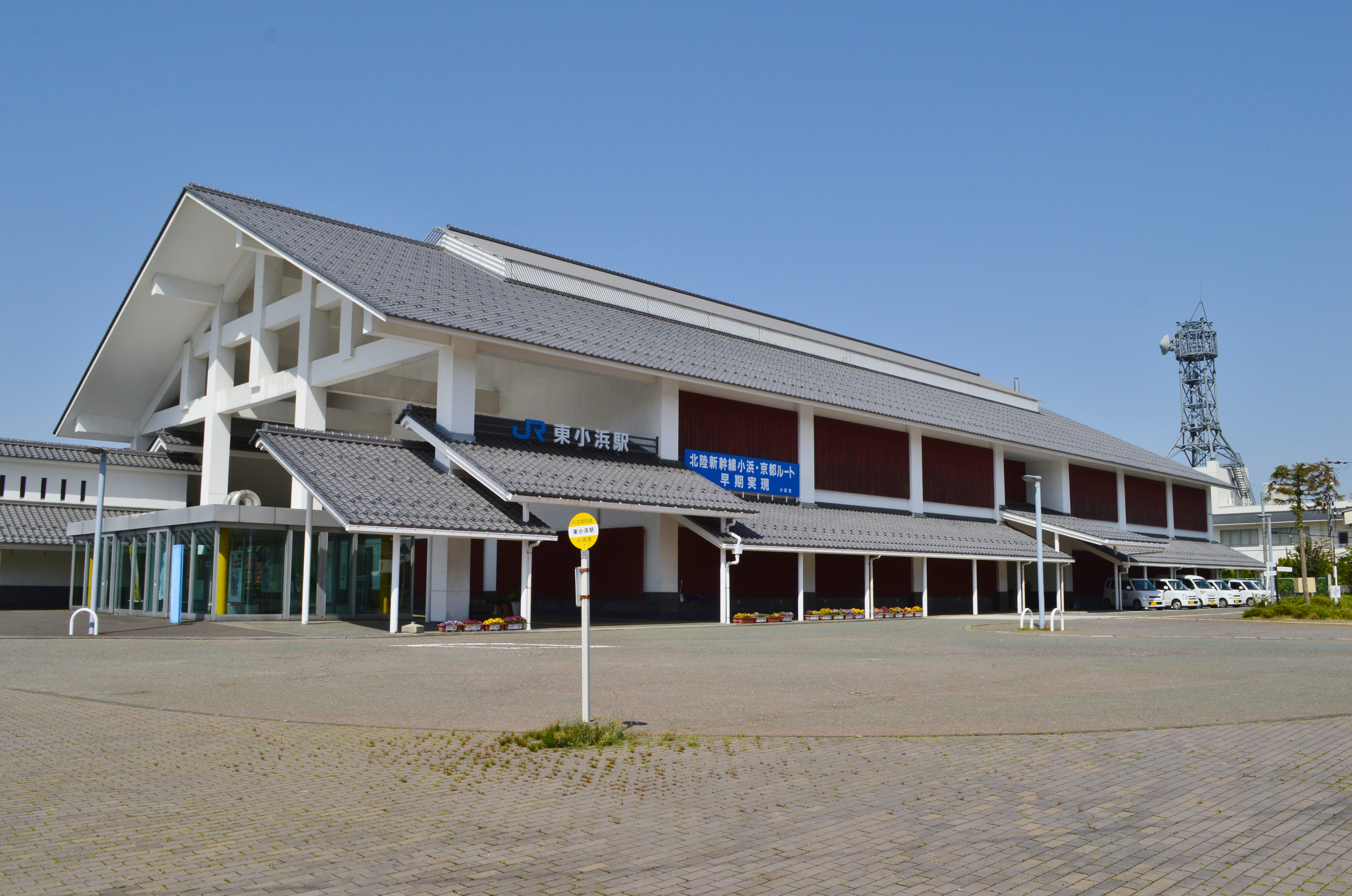
東小濱車站
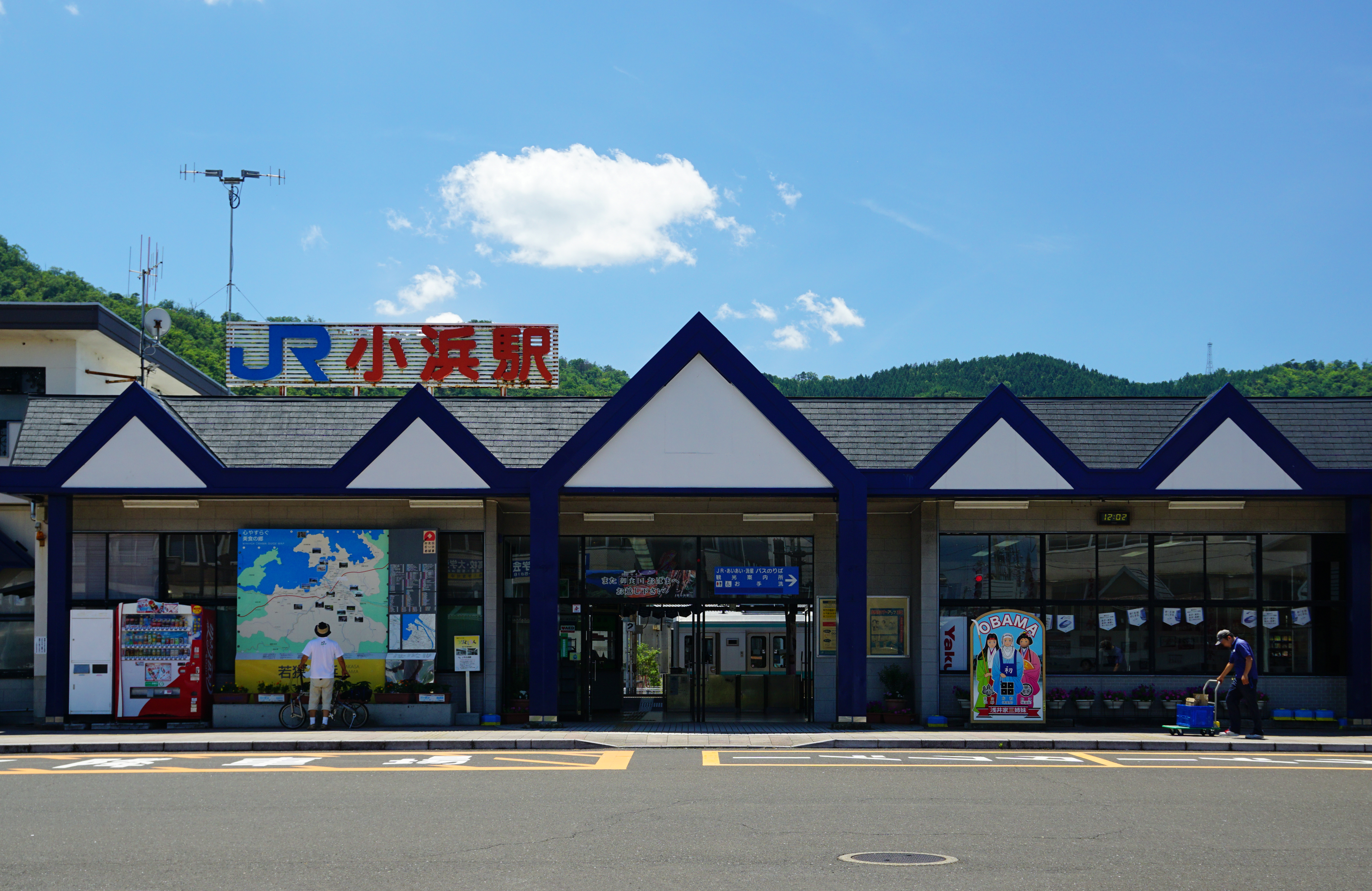
小濱車站
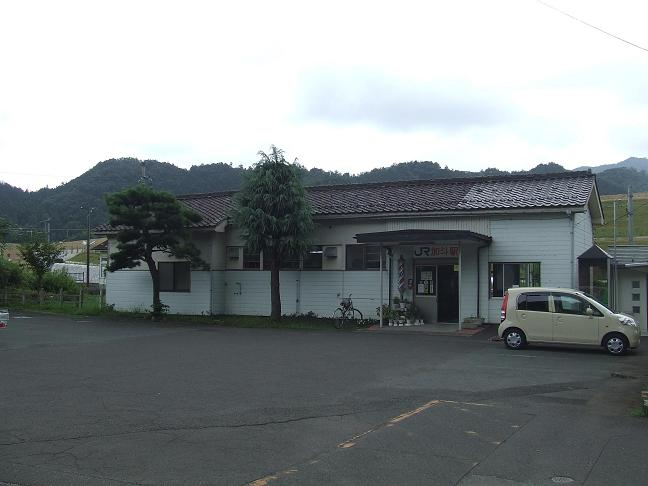
加斗車站

### 公路
高速公路
- 舞鶴若狹自動車道：（大飯町） - 小濱西交流道（日语：小浜西インターチェンジ） - 加斗休息區 - 小濱交流道（日语：小浜インターチェンジ） - （若狹町）

## 觀光資源

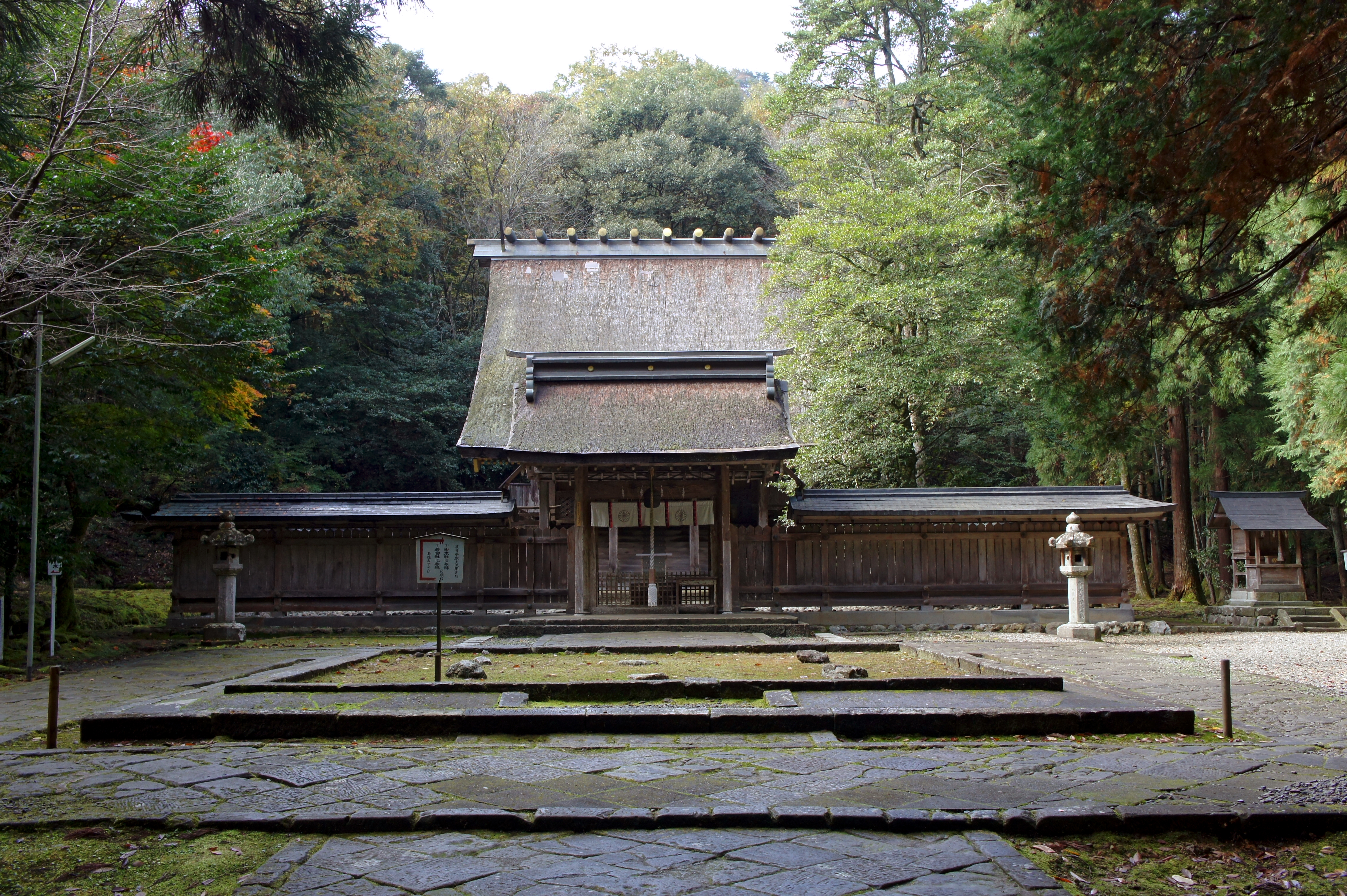
若狹彥神社

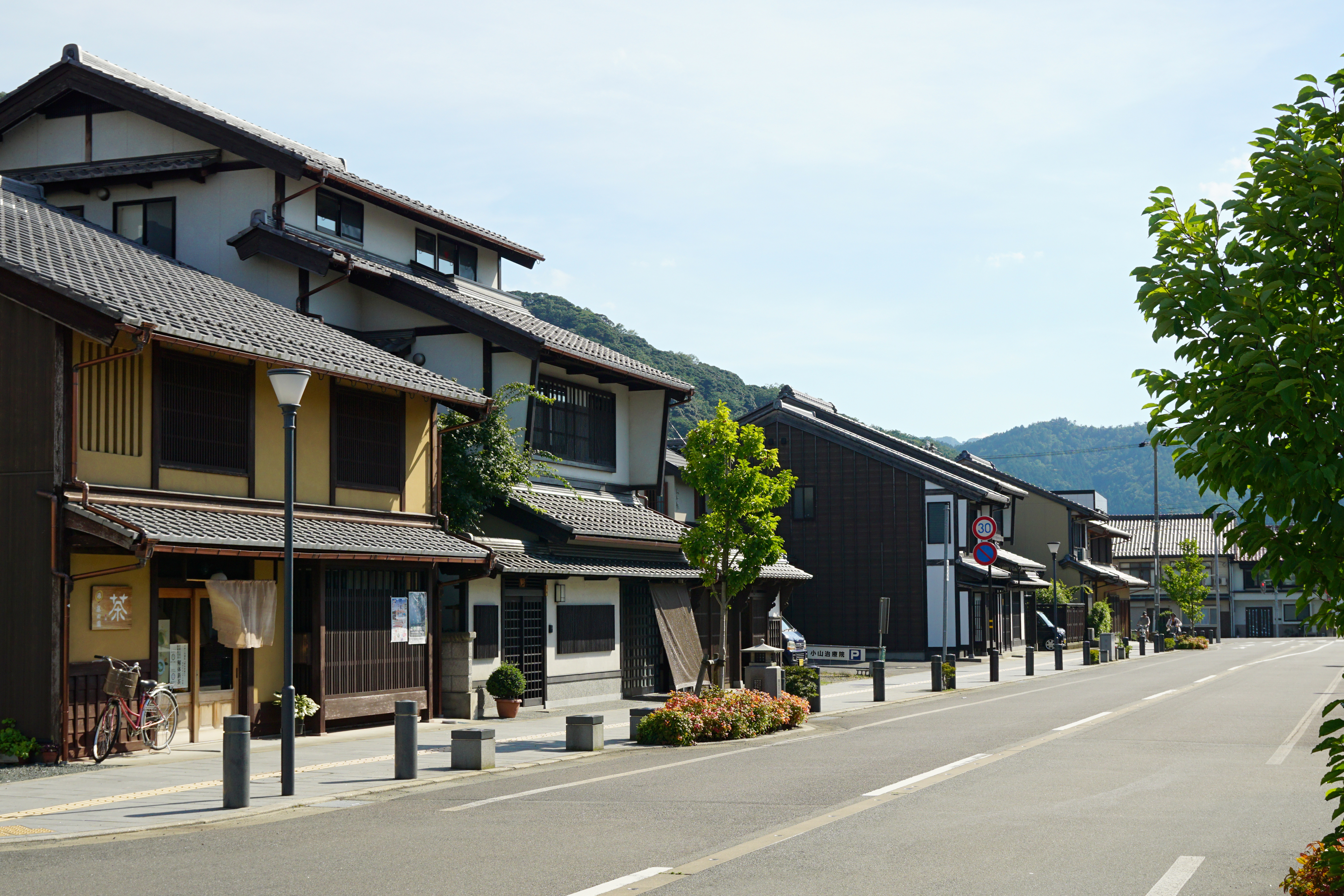
小濱西組－濱通

由於若狹國自古為供應京城海產的地區因而被稱為御食國，而作為若狹國中心的小濱便藉此宣傳當地的美食，在小濱港旁也建有御食國若狹小濱食文化館。
位於市區東南側山麓的若狹彥神社和若狹姬神社為若狹國的一宮及二宮，傳說在此倒入「鵜之瀨」的水會在十天後從位於奈良市東大寺二月堂的「若狹井」中出現，因此每年三月二日在此會舉辦「御水送」的儀式，十天後的三月十二日，東大寺二月堂就會接著舉辦「御水取」的儀式。
過去的小濱城雖然已在1871年遭到燒毀後拆除，但舊小濱城下町的區域仍有部分傳統建築被保存至今，其中被稱為「西組」的地區過去為商家町和茶家町，仍有許多19世紀末至20世紀初期所建的傳統建築，此區域現在也以「小濱西組」之名被列入重要傳統的建造物群保存地區。
由於若狹灣為沉水式海岸，小濱市的整個海岸線已在2007年被劃入若狹灣國定公園，位於內外海半島東側的蘇洞門為一分布範圍達六公里的海蝕洞群，以「若狹蘇洞門」之名被列為國家名勝。

## 姊妹、友好城市

### 日本
- 奈良市（奈良縣）
由於小濱的若狹彥神社與奈良的東大寺二月堂（日语：東大寺二月堂）之間「御水送」及「御水取」的傳說，兩地於1971年締結為姊妹都市。[13]
- 川越市（埼玉縣）
兩地於1982年締結為姊妹都市。
- 富士宮市（靜岡縣）
兩地於2005年締結友好交流協議。

### 海外
- 慶州市（韓國慶尚北道）
兩地於1977年締結為姊妹都市。
- 西安市（中國陝西省）
兩地於2004年締結友好交流協議。
- 平湖市（中國浙江省嘉興市）
兩地於2011年締結友好交流協議。

## 外部連結
- （日語） 小濱市的Facebook專頁
- （日語） 小濱市的X（前Twitter）
- （日語） 小濱市觀光、小濱指引 （页面存档备份，存于）